# Metacity
Metacity (anglická výslovnost [məˈtæsɪti]IPA) je správce oken systému X Window, který byl používaný jako výchozí pro desktopové prostředí GNOME až do verze GNOME 3, kdy byl nahrazen Mutterem. Je napsaný v jazyce C s pomocí knihovny GTK+ a s jeho vývojem začal Havoc Pennington. Projekt je distribuován pod licencí GNU GPL (jedná se tedy o svobodný software) a funguje na operačních systémech Linux, Solaris, BSD a dalších Unix-like systémech.
Přestože je Metacity vyvíjen v rámci projektu GNOME, není GNOME pro jeho běh nutný (platí to i naopak: Metacity není potřeba pro běh GNOME, na to stačí jakýkoliv jiný správce oken X Window systému, který splňuje specifikaci ICCCM). Metacity se stalo výchozím správcem oken GNOME ve verzi GNOME 2.2, předtím GNOME používalo Enlightenment [inˈlaitnmənt] a Sawfish [ˌsoːˈfiš].